# Лерда, Франко
Франко Лерда (итал. Franco Lerda; род. 19 августа 1967, Фоссано, Пьемонт) — итальянский футболист и футбольный тренер.

## Биография
В качестве футболиста выступал на позиции нападающего. Дебютировал в большом футболе в составе «Торино» в Серии А. Вызывался в молодёжную сборную Италии, за которую он провёл два матча и забил один гол.
Позднее ему не удалось закрепиться в элите, и он несколько сезонов провёл в низших лигах. В сезоне 1994/95 Лерда вернулся в Серию А. По ходу чемпионата он выступал за «Наполи» и «Брешию». С последней командой он побеждал в Англо-итальянском кубке.
После завершения своей карьеры Лерда занялся тренерской деятельностью. На родине он работал с такими командами, как «Кротоне», «Торино», «Лечче» и «Виченца». В 2019 году итальянец занимал пост наставника в албанском «Партизани».
Его сын Маттия (род. 1990) играл за молодёжный состав «Торино» и клубы Второго дивизиона Профессиональной лиги.

## Достижения

### Футболиста
- Обладатель Англо-итальянского кубка (1): 1993/94

### Тренера
- Обладатель Суперкубка Албании (1): 2019